# Ameenah Gurib-Fakim
Ameenah Gurib-Fakim, née le 17 octobre 1959 à Surinam (Maurice), est une chimiste et femme d'État mauricienne, présidente de la république de Maurice du 5 juin 2015 au 23 mars 2018.

## Biographie
Elle effectue ses études supérieures au Royaume-Uni, au sein des universités de Surrey et d'Exeter ; elle obtient un doctorat en chimie organique en 1987. Titulaire d’une chaire universitaire en chimie organique à l'université de Maurice depuis 2001, elle en est la doyenne de la faculté des sciences entre 2004 et 2010 et travaille comme consultante pour des institutions internationales, dont la Banque mondiale.

## Présidence de la République
Fin 2014, le gouvernement promet de la faire élire présidente l'année suivante, à la suite d'un accord politique. Le 29 mai 2015, le président Kailash Purryag démissionne conformément à cet accord. Le 4 juin suivant, Ameenah Gurib-Fakim est élue à l'unanimité par l'Assemblée nationale. La fonction étant essentiellement honorifique, elle déclare : « la présidence est un poste apolitique et je compte demeurer apolitique ». Elle est la première femme présidente de plein exercice, Monique Ohsan Bellepeau l'ayant exercé seulement de façon intérimaire.
En mars 2018, le quotidien L'Express publie des documents bancaires démontrant que la présidente a utilisé à des fins personnelles une carte bancaire qui lui avait été remise par Planet Earth Institute, une ONG dont le président, le milliardaire angolais Álvaro Sobrinho, est poursuivi au Portugal et en Suisse pour détournement de fonds. Le 9 mars, le Premier ministre Pravind Jugnauth annonce à la presse que la présidente Gurib-Fakim démissionnera de ses fonctions peu après les célébrations du 50e anniversaire de l'indépendance du 12 mars et avant la rentrée parlementaire fixée à la fin du mois. Toutefois, le 14 mars, la présidente mauricienne annonce rester à son poste, réfutant en bloc toutes les accusations à son encontre et s'affirmant déterminée à se défendre devant la justice. Elle finit cependant par présenter sa démission le 17 mars avec effet pour le 23, laissant ainsi sa place au vice-président Barlen Vyapoory.

## Prix
- 2007 : Prix L'Oréal-Unesco pour les femmes et la science[1]
- 2010 : chevalier de l'ordre des Palmes académiques (France)[1]
- 2013 : docteur honoris causa de l'université Pierre-Mendès-France de Grenoble.
- 2013 : docteur honoris causa de l'Université Pierre-et-Marie-Curie de Paris[7].